# Los pecados de Inés de Hinojosa
Los pecados de Inés de Hinojosa fue una serie de televisión colombiana de 1988 basada en el libro homónimo del escritor Próspero Morales Pradilla. Fue dirigida por Jorge Alí Triana y estuvo protagonizada por Amparo Grisales y Margarita Rosa de Francisco. Producida por  RTI Televisión para conmemorar sus 25 años al aire, fue transmitida por la Cadena Dos. 
La serie causó gran polémica debido a sus escenas eróticas, lésbicas y desnudos; sin embargo marcó un hito en la televisión colombiana llegando a ser seleccionada como una de las producciones más importantes en la celebración de los 60 años de televisión realizada por Señal Colombia en 2014.

## Sinopsis
Inés de Hinojosa (Amparo Grisales), una hermosa mujer mestiza del siglo XVI que vive en Tunja, trasgrede el férreo orden social de la época con su sexualidad desenfrenada, que incluso la lleva a matar para hacer realidad sus deseos.

Nacida y criada en Carora,  Inés fue perdida por su padre en un juego de cartas y tuvo que casarse con Pedro de Ávila, un hombre borracho jugador y violento quien le daba una mala vida. Ines compartía un lazo y una relación incestuosa con su sobrina, Juanita. La vida de Inés cambia cuando llega a la población Jorge Voto, un maestro de danza y músico quien se apreciaba de enseñar las costumbres españolas de la corte.

Inés aprovechó sus encantos para seducir a Jorge y entre ambos planear el asesinato de Pedro. Una vez ocurrido, este la pareja junto con Juanita se trasladan a Tunja y contraen matrimonio. El interés de Jorge era de conquistar la alta sociedad de dicha ciudad, lo que permitió que el comedero Pedro Bravo de Rivera se obsesionará con Inés y esta se convirtiera en su amante, llegando Inés a manipular a Juanita para que ofreciera sus favores a otros caballeros, con el fin de seguir manteniendo su romance.

Inés convence a Pedro de asesinar a Jorge, quién decide apuñalarlo con la ayuda de su hermano Hernán. Voto aparece muerto en una quebrada, pero a diferencia de la ocasión anterior los culpables son descubiertos. En un juicio presidido por  el presidente de la Real audiencia santafereña, Andrés Venero de Leyva, los amantes son hallados culpables Pedro es Degollado e Inés es condenada a la horca junto con Hernán Bravo de Rivera.

## Reparto
- Margarita Rosa de Francisco – Juanita de Hinojosa
- Kepa Amuchastegui – Pedro Bravo de Rivera
- Diego Álvarez – Jorge Voto
- Amparo Grisales – Inés de Hinojosa
- Delfina Guido – Juana Torralba
- Gustavo Angarita – Pedro de Ávila
- Carlos Barbosa Romero – Corregidor Mosqueta
- Luis Fernando Múnera – Fernando de Hinojosa
- Carolina Trujillo – Concepción Landarete
- Rafael Bohórquez – Diego de Pimiento
- Juan Sebastián Aragón – Rodrigo Saino
- Diego León Hoyos – Hernán Bravo de Rivera
- Mónica Silva – Catalina de Lugo
- Miguel Alfonso Murillo – Fray Timoteo
- Carlos Mayolo – Lope de Aguirre
- Humberto Arango – Pedro de Hungría
- Natalia Suescún – Martina
- Natalia Giraldo – Paquita Niño
- Ana Mojica – Pantea de Ordoñez
- Consuelo Luzardo – Maria de Hondegardo
- Rebeca López – Isabel de Lidueña
- Luces Velásquez
- Raúl Gutiérrez  – Fray Hermenegildo
- Carlos Duplat – Presidente Andrés Díaz Venero de Leyva
- Helios Fernández – Oidor Juan López de Cepeda
- Alfredo Gonzalez – Ortun Velasco
- Luis Alberto García – Juan de Villalobos
- Gerardo Calero – Escribano Juan Ruiz Cabeza de Vaca
- Jaime Santos – Juan de Castellanos
- Constanza Duque – Hortencia de Godoy
- Flor Vargas
- Iris Oyola – Hieromina
- Alberto León Jaramillo – Felipe Rotundo
- Edgardo Román – Gumercindo
- William Márquez – Lugarteniente Gerónimo Aguayo
- Jaime Barbini – Padre Dominico
- Victor Muñoz – Padre Basilio
- Mario García – Padre Cayetano de Orejuela
- María Eugenia Penagos – Lucinda
- Gladys de la Barra – Fernanda de Albarrecio
- Asita de Mallarino – María Bravo de Rivera
- Aida García – María de Orrego
- Carmenza Cadavid – Mencia Figueroa
- Beatriz Arango – Engracia Amaya
- Gustavo Orozco – Salquero
- Javier Duque – Fray Gervasio
- Santiago Moure – Corchete a pie

## Premios
| Año  | Premio                            | Categoría               | Nominado                | Resultado | Ref.  |
| ---- | --------------------------------- | ----------------------- | ----------------------- | --------- | ----- |
| 1989 | Premios India Catalina VI edición | Mejor programa especial | Mejor programa especial | Ganador   | [ 5 ] |
| 1989 | Premios India Catalina VI edición | Mejor actriz            | Amparo Grisales         | Ganadora  | [ 5 ] |
| 1989 | Premios India Catalina VI edición | Mejor director          | Jorge Alí Triana        | Ganador   | [ 5 ] |
| 1989 | Premios India Catalina VI edición | Mejor banda sonora      | Blas Emilio Atehortúa   | Ganador   | [ 5 ] |
| 1989 | Premios India Catalina VI edición | Mejor ambientación      | Ricardo Duque           | Ganador   | [ 5 ] |